# Eric Balfour
Eric Salter Balfour (ur. 24 kwietnia 1977 w Los Angeles) – amerykański aktor telewizyjny i filmowy, wokalista zespołu Born Born Ghosts, wcześniej znanym jako Fredalba. Wystąpił jako Milo Pressman w serialu telewizyjnym 24 godziny (24) i jako Duke Crocker w serialu Przystań (Haven).

## Życiorys

### Wczesne lata
Urodził się w Los Angeles w Kalifornii w rodzinie żydowskiej jako syn Sharon, która była doradcą rodzinnym i małżeństw, i kręgarza Davida Balfourów. Wychowywał się z młodszą siostrą Tori. Jego przodkowie byli pochodzenia pochodzenia rosyjskiego, francuskiego i indiańskiego. Ukończył szkołę średnią w Burbank. 

### Kariera
Swoją karierę na srebrnym ekranie rozpoczął od udziału w disneyowskim serialu dla dzieci Dzieciaki zarejestrowane (Kids Incorporated, 1991) i za swoją debiutancką rolę telewizyjną Erica otrzymał nagrodą dla Młodego Artysty w Los Angeles. 
Wystąpił m.in. w sitcomie ABC Krok za krokiem (Step by Step, 1993) z Suzanne Somers, serialu CBS Doktor Quinn (Dr. Quinn, Medicine Woman, 1993-1994) u boku Jane Seymour i sitcomie Kirk (1995) z Kirkiem Cameronem. Na dużym ekranie zadebiutował w komedii Ten pierwszy raz (Trojan War, 1997) z Jennifer Love Hewitt. 
Powrócił na mały ekran w serialach: Buffy: Postrach wampirów (Buffy the Vampire Slayer, 1997), Jezioro marzeń (Dawson's Creek, 1998), Sześć stóp pod ziemią (Six Feet Under, 2001-2003) jako Gabriel Dimas, przyjaciel Claire, 24 godziny (24, 2001-2007), NBC Hawaje (Hawaii, 2004) i Życie na fali (The O.C., 2004). W kontrowersyjnym melodramacie kanadyjskim Seks to nie wszystko (Lie with Me, 2005) wystąpił nagi i w stanie erekcji.
Spróbował także swoich sił jako wokalista grupy „Fredalba”. W 2006 reklamował męskie perfumy Valentino i Valentino V.

### Życie prywatne
24 kwietnia 2005 był związany z aktorką Moon Bloodgood. 30 maja 2015 poślubił projektantkę mody Erin Chiamulon.

## Filmografia

### Filmy fabularne
- 1994: Zabójcza intryga (Shattered Image) jako Greg
- 1997: Ten pierwszy raz (Trojan War) jako Kyle
- 1998: Szalona impreza (Can't Hardly Wait) jako Steve, Hippie Guy
- 1999: Porachunki (Scrapbook) jako Andy Martin
- 2000: Czego pragną kobiety (What Women Want) jako Cameron
- 2001: Deszcz (Rain) jako szeregowiec Morris
- 2001: Ulubieńcy Ameryki (America's Sweethearts) jako strażnik/ochroniarz
- 2003: Teksańska masakra piłą mechaniczną (The Texas Chainsaw Massacre) jako Kemper
- 2003: Oblicze strachu (Face of Terror) jako Saleem Haddad
- 2003: Wakacje Waltera (Secondhand Lions) jako Wnuk Sheika
- 2005: Rx jako Andrew
- 2005: Siostry (In Her Shoes) jako Grant
- 2005: Seks to nie wszystko (Lie with Me) jako David
- 2006: The Elder Son jako Skip
- 2008: Hell Ride jako Comanche
- 2009: Horsemen – jeźdźcy Apokalipsy (Horsemen) jako Taylor
- 2010: Skyline jako Jarrod

### Filmy TV
- 1993: Bloodlines: Murder in the Family jako Matt
- 1996: Nieme przyzwolenie (No One Would Tell) jako Vince Fortner
- 2004: Fearless jako Ryan
- 2007: Protect and Serve
- 2009: Bunt gargulców  (Rise Of The Gargoyles) jako Jack Randall

### Seriale TV
- 1991: Kids Inc. (Kids Incorporated) jako Eric
- 1992: Zaaresztowane zachowanie (Arresting Behavior) jako Billy Ruskin
- 1993: Krok za krokiem (Step by Step) jako Michael Fielder
- 1993: Danger Theatre jako nastolatek
- 1994: Animaniacy (Animaniacs) jako Jared (fragment „Katie Ka-Boom: „The Broken Date”)
- 1993-1994: Doktor Quinn (Dr. Quinn, Medicine Woman) jako Benjamin Avery
- 1995: Boy Meets World jako Tommy
- 1995: Kirk jako Zack
- 1996: Champs jako Danny
- 1996: Townies jako Adam
- 1997: Ink jako Danny
- 1997: Słodkie zmartwienia (Clueless) jako Chłopak od pizzy
- 1997: Buffy: Postrach wampirów (Buffy the Vampire Slayer) jako Jesse McNally
- 1998: Jezioro marzeń (Dawson's Creek) jako Warren Goering
- 1999: Nash Bridges jako Cliff Morehouse
- 1999: Prezydencki poker (The West Wing) jako Frat Boy #3
- 2000: Szpital Dobrej Nadziei (Chicago Hope) jako Jason Kerns
- 2001: Łowcy Koszmaru (FreakyLinks) jako Chapin Demetrius
- 2001: Kronika nie z tej ziemi (The Chronicle) jako Mark Griffin
- 2001: Nowojorscy gliniarze (NYPD Blue) jako Charles 'Spyder' Price
- 2001-2003: Sześć stóp pod ziemią (Six Feet Under) jako Gabe Dimas
- 2001-2007: 24 godziny (24) jako Milo Pressman
- 2003: Veritas: The Quest jako Calvin Banks
- 2004: Życie na fali (The O.C.) jako Eddie
- 2004: Hawaje (Hawaii) jako Christopher Gains
- 2005: Seks, miłość i tajemnice (Sex, Love & Secrets) jako Charlie
- 2006: Wyrok (Conviction) jako Brian Peluso
- 2010-2015: Przystań (Haven) jako Duke Crocker